# Kvanefjeld
Kvanefjeld (of Kuannersuit) is een hoogvlakte acht kilometer ten noordoosten van Narsaq in Zuid-Groenland. Het plateau ligt 5.600 meter boven zeeniveau en is het noordelijkste deel van het Ilímaussaq-complex, een intrusie met een hoog gehalte aan zeldzame aardmetalen.

## Mijnbouw
De minerale afzetting werd voor het eerst ontdekt in de jaren vijftig. Aanvankelijk was de exploitatie vooral gericht op de winning van uranium, maar die werd stilgelegd toen in 1983 de Deense regering afzag van de bouw van kerncentrales.
In 2007 kwam de mijnbouwzone in handen van Greenland Minerals Limited, met als hoofdaandeelhouder het Chinese Shenghe Resources Holding Co. Ltd. Nadien werden voorlopige licenties verleend voor mijnexploitatie in dagbouw, maar het project is in Groenland erg controversieel vanwege vermeende milieuschade. Internationaal wordt de status van de mijnexploitatie met veel belangstelling gevolgd, precies vanwege de aanwezige mineralen.